# Lista över uppdrag till Mars
Det här är en lista över uppdrag till Mars. Den omfattar uppdrag till Mars och dess månar som varit mål för många rymdfarkoster, med förbiflygning, omloppsbana och roveruppdrag.

## Uppdrag
| Nr         | Rymdskepp | Bild                                   | Startdatum        | Företag                       | Uppdrag                    | Resultat                                          | Bärraketen             |
| ---------- | --- | -------------------------------------- | ----------------- | ----------------------------- | -------------------------- | ------------------------------------------------- | ---------------------- |
|            | |                                        |                   |                               |                            |                                                   |                        |
| 1960-talet | |                                        |                   |                               |                            |                                                   |                        |
| 1.         | Marsnik 1 (Mars 1960A) | Marsnik 1                              | 10 oktober 1960   | OKB-1 Sovjetunionen           | Förbiflygning              | Misslyckad uppskjutning                           | Molniya                |
| 1.         | Misslyckades med att lägga sig i bana runt jorden                                                                                                |                                        |                   |                               |                            |                                                   |                        |
| 2.         | Marsnik 2 (Mars 1960B) |                                        | 14 oktober 1960   | OKB-1 Sovjetunionen           | Förbiflygning              | Misslyckad uppskjutning                           | Molniya                |
| 2.         | Misslyckades med att lägga sig i bana runt jorden                                                                                                |                                        |                   |                               |                            |                                                   |                        |
| 3.         | Sputnik 22 (Mars 1962A) |                                        | 24 oktober 1962   | Sovjetunionen                 | Förbiflygning              | Misslyckad uppskjutning                           | Molniya                |
| 3.         | Exploderade då den var på väg mot LEO |                                        |                   |                               |                            |                                                   |                        |
| 4.         | Sputnik 24 (Mars 1962B) |                                        | 11 november 1962  | Sovjetunionen                 | Landare                    | Misslyckad uppskjutning                           | Molniya                |
| 4.         | Bröts sönder under inflygningen mot Mars bana |                                        |                   |                               |                            |                                                   |                        |
| 5.         | Mars 1 (2MV-4 No.2) | Mars 1                                 | 19 juni 1963      | Sovjetunionen                 | Förbiflygning              | Misslyckad                                        | Molniya                |
| 5.         | Kontakten förlorad på vägen; flög uppskattningsvis inom 193 000 km från Mars                                                                     |                                        |                   |                               |                            |                                                   |                        |
| 6.         | Mariner 3 | Mariner 3-4                            | 5 november 1964   | NASA USA                      | Förbiflygning              | Misslyckad                                        | Atlas LV-3 Agena-D     |
| 6.         | Nyttolasten kunde inte separeras |                                        |                   |                               |                            |                                                   |                        |
| 7.         | Mariner 4 | Mariner 3-4                            | 28 november 1964  | NASA USA                      | Förbiflygning              | Lyckad                                            | Atlas LV-3 Agena-D     |
| 7.         | Första närbilderna av Mars 15 juli 1965 01:00:57 UTC                                                                                             |                                        |                   |                               |                            |                                                   |                        |
| 8.         | Zond 2 (3MV-4A No.2) | Zond 2                                 | 30 november 1964  | Sovjetunionen                 | Förbiflygning              | Misslyckad                                        | Molniya                |
| 8.         | Kontakten förlorad på vägen; flög inom 1 500 km från Mars                                                                                        |                                        |                   |                               |                            |                                                   |                        |
| 9.         | Zond 3 |                                        | 18 juli 1965      | Sovjetunionen                 | Förbiflygning              | Lyckad                                            | Molniya                |
| 9.         | |                                        |                   |                               |                            |                                                   |                        |
| 10.        | Mariner 6 | Mariner 6-7                            | 25 februari 1969  | NASA USA                      | Förbiflygning              | Lyckad                                            | Atlas SLV-3C Centaur-D |
| 10.        | |                                        |                   |                               |                            |                                                   |                        |
| 11.        | Mars 1969A | Mars 1969A                             | 27 mars 1969      | Sovjetunionen                 | Omloppsbana                | Misslyckad uppskjutning                           | Proton-K/D             |
| 11.        | Uppskjutningen misslyckades |                                        |                   |                               |                            |                                                   |                        |
| 12.        | Mariner 7 | Mariner 6-7                            | 27 mars 1969      | NASA USA                      | Förbiflygning              | Lyckad                                            | Atlas SLV-3C Centaur-D |
| 12.        | |                                        |                   |                               |                            |                                                   |                        |
| 13.        | Mars 1969B | Mars 1969B                             | 2 april 1969      | Sovjetunionen                 | Omloppsbana                | Misslyckad uppskjutning                           | Proton-K/D             |
| 13.        | Uppskjutningen misslyckades |                                        |                   |                               |                            |                                                   |                        |
| 1970-talet | |                                        |                   |                               |                            |                                                   |                        |
| 14.        | Mariner 8 | Mariner 8-9                            | 9 maj 1971        | NASA USA                      | Omloppsbana                | Misslyckad uppskjutning                           | Atlas SLV-3C Centaur-D |
| 14.        | Bärraketen fungerade inte |                                        |                   |                               |                            |                                                   |                        |
| 15.        | Kosmos 419 (3MS No.170) | Kosmos 419                             | 10 maj 1971       | Sovjetunionen                 | Omloppsbana                | Misslyckad uppskjutning                           | Proton-K/D             |
| 15.        | Misslyckades med att frigöra sig från jordens bana                                                                                               |                                        |                   |                               |                            |                                                   |                        |
| 16.        | Mariner 9 | Mariner 8-9                            | 30 maj 1971       | NASA USA                      | Omloppsbana                | Lyckad                                            | Atlas SLV-3C Centaur-D |
| 16.        | Första rymdsonden att gå i bana runt en annan planet                                                                                             |                                        |                   |                               |                            |                                                   |                        |
| 17.        | Mars 2 (4M No.171) | Mars 2                                 | 19 maj 1971       | Sovjetunionen                 | Omloppsbana                | Huvudsakligen lyckad                              | Proton-K/D             |
| 17.        | Första ryska rymdsonden att gå i bana runt en annan planet                                                                                       |                                        |                   |                               |                            |                                                   |                        |
| 18.        | Mars 3 Landare (SA 4M No.171) |                                        | 19 maj 1971       | Sovjetunionen                 | Landare                    | Misslyckad                                        | Proton-K/D             |
| 18.        | Uppnådde en annan bana än vad som var planerat på grund av otillräcklig bränslemängd                                                             |                                        |                   |                               |                            |                                                   |                        |
| 19.        | Mars Prop-M Rover rover (SA 4M No.172) | Mars 6                                 | 28 maj 1971       | Sovjetunionen                 | Rover                      | Rymdfarkoster misslyckades                        | Proton-K/D             |
| 19.        | Kontakten förlorad strax efter mjuklandningen |                                        |                   |                               |                            |                                                   |                        |
| 20.        | Mars 4 (4M No.172) | Mars 4                                 | 28 maj 1971       | Sovjetunionen                 | Omloppsbana                | Huvudsakligen lyckad                              | Proton-K/D             |
| 20.        | Den ursprungliga planen med att lägga sig i omloppsbana misslyckades och sonden fick istället göra en förbiflygning                              |                                        |                   |                               |                            |                                                   |                        |
| 21.        | Mars 4 Landare (SA 4M No.172) |                                        | 28 maj 1971       | Sovjetunionen                 | Landare                    | Delvis misslyckad                                 | Proton-K/D             |
| 21.        | Utplaceras från Mars 4; landade den 2 december 1971 kl 13:52 UTC men kontakten förlorades 14,5 sekunder senare                                   |                                        |                   |                               |                            |                                                   |                        |
| 22.        | Mars 4 (3MS No.52S) |                                        | 21 juli 1973      | Sovjetunionen                 | Omloppsbana                | Misslyckad                                        | Proton-K/D             |
| 22.        | Den ursprungliga planen med att lägga sig i omloppsbana misslyckades och sonden fick istället göra en förbiflygning                              |                                        |                   |                               |                            |                                                   |                        |
| 23.        | Mars 5 (3MS No.53S) |                                        | 25 juli 1973      | Sovjetunionen                 | Omloppsbana                | Misslyckad                                        | Proton-K/D             |
| 23.        | Förlorades efter nio dagar i omloppsbana runt Mars                                                                                               |                                        |                   |                               |                            |                                                   |                        |
| 24.        | Mars 6 (3MP No.50P) |                                        | 5 augusti 1973    | Sovjetunionen                 | Landare Förbiflygning      | Misslyckad                                        | Proton-K/D             |
| 24.        | Kontakten förlorades vid landning, atmosfäriska data var mestadels oläsliga. Data insamlades från förbiflygningen.                               |                                        |                   |                               |                            |                                                   |                        |
| 25.        | Mars 7 (3MP No.51P) |                                        | 9 augusti 1973    | Sovjetunionen                 | Landare Förbiflygning      | Misslyckad                                        | Proton-K/D             |
| 25.        | Separerad från satelliten i förtid, misslyckades med att komma in Mars atmosfär                                                                  |                                        |                   |                               |                            |                                                   |                        |
| 26.        | Viking 1 orbiter | Viking satellite                       | 20 augusti 1975   | NASA USA                      | Omloppsbana                | Lyckad                                            | Titan IIIE Centaur-D1T |
| 26.        | Kretsade 1385 varv runt Mars |                                        |                   |                               |                            |                                                   |                        |
| 27.        | Viking 1 Landare |                                        | 20 augusti 1975   | NASA USA                      | Landare                    | Lyckad                                            | Titan IIIE Centaur-D1T |
| 27.        | Första bilderna från Mars yta |                                        |                   |                               |                            |                                                   |                        |
| 28.        | Viking 2 orbiter | Viking satellite                       | 9 september 1975  | NASA USA                      | Omloppsbana                | Lyckad                                            | Titan IIIE Centaur-D1T |
| 28.        | Kretsade 700 varv runt Mars |                                        |                   |                               |                            |                                                   |                        |
| 29.        | Viking 2 Landare |                                        | 9 september 1975  | NASA USA                      | Landare                    | Lyckad                                            | Titan IIIE Centaur-D1T |
| 29.        | Utplaceras från Viking 2 |                                        |                   |                               |                            |                                                   |                        |
| 1980-talet | |                                        |                   |                               |                            |                                                   |                        |
| 30.        | Phobos 1 (1F No.101) | Fobos                                  | 7 juli 1988       | Sovjetunionen                 | Omloppsbana Phobos Landare | Misslyckad                                        | Proton-K/D-2           |
| 30.        | Kontakten förlorad på vägen mot Mars |                                        |                   |                               |                            |                                                   |                        |
| 30.        | Phobos 2 (1F No.102) |                                        | 7 juli 1988       | Sovjetunionen                 | Omloppsbana Phobos Landare | Delvis misslyckad                                 | Proton-K/D-2           |
| 30.        | Uppnådde att lägga sig i bana runt Mars, men kontakten förlorades strax före fasen då den skulle närma sig Phobos och skicka iväg Phoboslandaren |                                        |                   |                               |                            |                                                   |                        |
| 1990-talet | |                                        |                   |                               |                            |                                                   |                        |
| 31.        | Mars Observer | Mars Observer                          | 25 september 1992 | NASA USA                      | Omloppsbana                | Misslyckad                                        | Commercial Titan III   |
| 31.        | Kontakten förlorad strax före inträdet i bana runt Mars                                                                                          |                                        |                   |                               |                            |                                                   |                        |
| 32.        | Mars Global Surveyor | Mars Global Surveyor                   | 7 november 1996   | NASA USA                      | Omloppsbana                | Lyckad                                            | Delta II 7925          |
| 32.        | I drift under sju år |                                        |                   |                               |                            |                                                   |                        |
| 33.        | Mars 96 (M1 No.520) | Mars 96                                | 16 november 1996  | Roskosmos Ryssland            | Omloppsbana Penetrators    | Misslyckad uppskjutning                           | Proton-K/D-2           |
| 33.        | Misslyckades med att frigöra sig från jordens bana                                                                                               |                                        |                   |                               |                            |                                                   |                        |
| 34.        | Mars Pathfinder | Mars Pathfinder                        | 4 december 1996   | NASA USA                      | Landare                    | Lyckad                                            | Delta II 7925          |
| 34.        | Första rovern på Mars yta. Landade på 19.13°N 33.22°W den 4 juli 1997                                                                            |                                        |                   |                               |                            |                                                   |                        |
| 35.        | Sojourner |                                        | 4 december 1996   | NASA USA                      | Rover                      | Lyckad                                            | Delta II 7925          |
| 35.        | I drift under 84 dagar |                                        |                   |                               |                            |                                                   |                        |
| 36.        | Nozomi (PLANET-B) | Nozomi                                 | 3 juli 1998       | ISAS Japan                    | Omloppsbana                | Misslyckad                                        | M-V                    |
| 36.        | Planerna med att lägga sig i bana runt Mars misslyckades och sonden fick istället göra en förbiflygning                                          |                                        |                   |                               |                            |                                                   |                        |
| 37.        | Mars Climate Orbiter | Mars Climate Orbiter                   | 11 december 1998  | NASA USA                      | Omloppsbana                | Misslyckad                                        | Delta II 7425          |
| 37.        | Kom alltför nära Mars på grund av ett enhetskonverteringsfel och brann upp i atmosfären                                                          |                                        |                   |                               |                            |                                                   |                        |
| 38.        | Mars Polar Lander | Mars Polar Lander                      | 3 januari 1999    | NASA USA                      | Landare                    | Misslyckad                                        | Delta II 7425          |
| 38.        | Kontakten förlorades strax innan inträdet i den marsianska atmosfären                                                                            |                                        |                   |                               |                            |                                                   |                        |
| 39.        | Deep Space 2 | Deep Space 2                           | 3 januari 1999    | NASA USA                      | Kraschad                   | Misslyckad                                        | Delta II 7425          |
| 39.        | Utplacerad från MPL, skicka ingen data. |                                        |                   |                               |                            |                                                   |                        |
| 2000-talet | |                                        |                   |                               |                            |                                                   |                        |
| 40.        | Mars Odyssey | 2001 Mars Odyssey                      | 7 april 2001      | NASA USA                      | Omloppsbana                | Operativ                                          | Delta II 7925          |
| 40.        | Väntas förbli i drift fram till 2025. |                                        |                   |                               |                            |                                                   |                        |
| 41.        | Mars Express |                                        | 2 juni 2003       | ESA Europa                    | Omloppsbana                | Operativ                                          | Sojuz-FG/Fregat        |
| 41.        | Den första europeiska sonden i bana runt Mars. Tillräckligt med bränsle för att vara i drift till 2026.                                          |                                        |                   |                               |                            |                                                   |                        |
| 42.        | Beagle 2 |                                        | 2 juni 2003       | ESA Europa                    | Landare                    | Misslyckad                                        | Sojuz-FG/Fregat        |
| 42.        | Utplaceras från Mars Express. Själva landningen lyckades, men två solpaneler gick inte att driftsätta, vilket förhindrat kommunikationen.        |                                        |                   |                               |                            |                                                   |                        |
| 43.        | Spirit (MER-A) | MER                                    | 10 juni 2003      | NASA USA                      | Rover                      | Lyckad                                            | Delta II 7925          |
| 43.        | I drift under 2208 varv |                                        |                   |                               |                            |                                                   |                        |
| 44.        | Opportunity (MER-B) | MER                                    | 8 juli 2003       | NASA USA                      | Rover                      | Operativ                                          | Delta II 7925H         |
| 44.        | |                                        |                   |                               |                            |                                                   |                        |
| 45.        | Rosetta | Rosetta                                | 2 mars 2004       | ESA Europa                    | Gravitationsslunga         | Lyckad                                            | Ariane 5G+             |
| 45.        | Tog gravitationshjälp av Mars på väg mot möten med asteroider 67P/Churyumov-Gerasimenko                                                          |                                        |                   |                               |                            |                                                   |                        |
| 46.        | MRO | Mars Reconnaissance Orbiter            | 12 augusti 2005   | NASA USA                      | Omloppsbana                | Operativ                                          | Atlas V 401            |
| 46.        | |                                        |                   |                               |                            |                                                   |                        |
| 47.        | Phoenix | Phoenix                                | 4 augusti 2007    | NASA USA                      | Landare                    | Lyckad                                            | Delta II 7925          |
| 47.        | Samlat markprover nära den norra polen för att undersöka Mars vattenhistorik och möjligheterna för liv                                           |                                        |                   |                               |                            |                                                   |                        |
| 48.        | Dawn | Dawn                                   | 27 september 2007 | NASA USA                      | Gravitationsslunga         | Lyckad                                            | Delta II 7925H         |
| 48.        | Tog gravitationshjälp av Mars på väg mot 4 Vesta och Ceres                                                                                       |                                        |                   |                               |                            |                                                   |                        |
| 2010-talet | |                                        |                   |                               |                            |                                                   |                        |
| 49.        | Fobos-Grunt | Fobos-Grunt                            | 8 november 2011   | Roskosmos Ryssland            | Omloppsbana Phobos sample  | Misslyckad                                        | Zenit-2M               |
| 49.        | Lämnade aldrig LEO (avsågs att avvika med egen kraft)                                                                                            |                                        |                   |                               |                            |                                                   |                        |
| 50.        | Yinghuo-1 |                                        | 8 november 2011   | CNSA Kina                     | Omloppsbana                | Misslyckad Förlorades tillsammans med Fobos-Grunt | Zenit-2M               |
| 50.        | Planerades att användas av Fobos-Grunt |                                        |                   |                               |                            |                                                   |                        |
| 51.        | Curiosity (Mars Science Laboratory) | Mars Science Laboratory                | 26 november 2011  | NASA USA                      | Rover                      | Operativ                                          | Atlas V 541            |
| 51.        | Stor Rover med kärnkraft, landade den 6 augusti 2012 vid Gale-kratern; i drift                                                                   |                                        |                   |                               |                            |                                                   |                        |
| 52.        | Mars Orbiter Mission (Mangalyaan) | Mars Orbiter Mission                   | 5 november 2013   | ISRO Indien                   | Omloppsbana                | Operativ                                          | PSLV-XL                |
| 52.        | Anlände till Mars den 24 september 2014. Mission förlängdes med sex månader.                                                                     |                                        |                   |                               |                            |                                                   |                        |
| 53.        | MAVEN | Mars Atmosphere and Volatile EvolutioN | 18 november 2013  | NASA USA                      | Omloppsbana                | Operativ                                          | Atlas V 401            |
| 53.        | Anlände till Mars den 22 september 2014 |                                        |                   |                               |                            |                                                   |                        |
| 54.        | ExoMars Trace Gas Orbiter | Trace Gas Orbiter                      | 14 mars 2016      | ESA/Roskosmos Europa/Ryssland | Omloppsbana                | Operativ                                          | Proton-M/Briz-M        |
| 54.        | |                                        |                   |                               |                            |                                                   |                        |
| 55.        | Schiaparelli EDM lander | Trace Gas Orbiter                      | 14 mars 2016      | ESA Europa                    | Landare                    | Landningen misslyckades                           | Proton-M/Briz-M        |
| 55.        | Ingår i ExoMars Trace Gas Orbiter |                                        |                   |                               |                            |                                                   |                        |

### Under utveckling
| Planerad start | Uppdrag    | Bild       | Uppdragstyp | Kommentarer                                                                     | Rymdorganisationen |
| -------------- | ---------- | ---------- | ----------- | ------------------------------------------------------------------------------- | ------------------ |
| 2018           | Red Dragon | Red Dragon | Landare     | Test landar ett 6-tons obemannat rymdskepp utan fallskärm och med bromsraketer. | USA                |